# Malmasín
Malmasín o Malbasín es un monte de 360 m de altitud situado entre Arrigorriaga, Basauri y Bilbao (Vizcaya).
A ambos lados de sus faldas se encuentra el río Nervión y la autovía A-8 hacia San Sebastián, que lo atraviesa por los llamados túneles del Malmasín (1340 m de longitud construidos en 1973), y la línea de ferrocarril que une Bilbao con la Meseta.
Pese a su moderada altitud, es una de las cimas más destacables de las visibles desde el entorno de Bilbao y de todo el macizo del Ganekogorta, auspiciada por su situación de individualización respecto a las más concentradas cumbres más altas.

## Castro de Malmasín
En su cima hay vestigios de un antiguo castro de la Edad del Hierro, de hace unos 3000 años, que serviría como protección y observatorio de todo el estuario del Nervión, se considera por tanto el primer asentamiento humano en lo que hoy se conoce como El Gran Bilbao. 
Al parecer, los castreños eran una sociedad de campesinos y ganaderos, además de algún herrero, para los cuales la guerra era una forma de vida estacional: como manera de obtener botín, prosperidad, prestigio y el poder por parte de las élites celtas
La elevada prominencia de la cumbre, dominando todo el Abra y permitiendo vislumbrar varios valles, le dan un lógico valor estratégico. 
La cresta de roca que marca la cumbre es el límite Noreste del castro, que si bien parece de carácter natural es posible que fuese tallada para crear una entrada al castro. Se diferencian dos anillos defensivos: En el interior todavía se diferencian agrupamientos de piedras de lo que fueron muros en su día, en el exterior no quedan restos si bien si se distingue un allanamiento del terreno con carácter de foso. 
Los anillos se distinguen muy bien desde cualquier programa de fotografía aérea, o desde la cercana cumbre del Pastorekorta

## Rutas de ascensión
Debido a su suave orografía, la cima del Malmasin es fácilmente alcanzable desde todas las poblaciones que la rodean.
Para el que desee ser guiado GPS en mano, están todos los Tracks disponibles en la página del Malmasín en Mendikat
Por otro lado, para el que desee dejar un poco de margen a "buscarse la vida", las descripciones de como alcanzar la cumbre serían las siguientes :

### Desde Bilbao (Abusu)
Alcanzar el parque Ollargan subiendo a la parte alta del barrio. Desde este parque, coger cualquiera de las pistas ascendentes, que suben directas al collado (210m) que separa nuestra cumbre de su contigua Montefuerte. Desde este collado, la cumbre es fácilmente alcanzable por los empinados senderos que se dirigen a esta de manera directa. 

### Desde Bilbao (Bolueta)
Cruzar el Nervión/Ibaizabal a la altura de las antiguas fábricas de Santa Ana hacia Basauri. Nada más cruzar el río, coger la pista que sale a mano derecha. Una vez entrada en esta, varias son las opciones que se nos presentarán continuamente, tanto en forma de pistas como de senderos que las abandonan. Cualquier opción siempre y cuando sea ascendente será válida, y nos acabará por llevar a una campa al pie del Montefuerte, desde el cual cruzando dicha cota por el sendero visible, llegaremos al collado ya mencionado en la ascensión desde Abusu. 

### Desde Arrigorriaga
Pasando por la subestación eléctrica de Basauri, subir hasta el barrio de Brisketa (265m) Desde este barrio, la cima se gana fácilmente por el sendero que recorre toda la loma SE. 

### Desde Basauri
Ganar el collado con el Montefuerte tomando la pista ascendente desde lo más alto del barrio de Basozelai, y desde aquí, como comentado en la ascensión desde Abusu...

### Desde Etxebarri
Cruzando el pueblo y dejando atrás el barrio de Legizamon, pasando por encima de la carretera que une Basauri con Bolueta. Una vez estando en la parte de Montefuerte que pertenece a Arrigorriaga, subir hacia los